# Olivgrüne Seeschlange
Die Olivgrüne Seeschlange (Aipysurus laevis), auch als Olivefarbene Seeschlange bezeichnet, ist eine Schlangenart aus der Gattung Röhrenseeschlangen (Aipysurus) und wird innerhalb der Giftnattern der Unterfamilie der Seeschlangen zugeordnet.

## Merkmale
Die Olivgrüne Seeschlange erreicht eine Gesamtlänge zwischen 150 cm und 200 cm. Die Körperfärbung variiert zwischen braun und bräunlich-violett. Oftmals sind Körperschuppen zerstreut mit weißlich-cremefarbenen Punkten gezeichnet. Der Schwanz ist einfarbig weiß oder braun, entlang der Wirbelsäule jedoch dunkelbraun gezeichnet. Die Maxilla ragt nach vorne über die Gaumenplatte hinaus und ist so lang wie oder länger als das Ectopterygoid. Der Giftapparat besteht, wie für Giftnattern typisch, aus seitlich des Schädels befindlichen Giftdrüsen (spezialisierte Speicheldrüsen) und im vorderen Oberkiefer befindlichen, unbeweglichen Fangzähnen (proteroglyphe Zahnstellung). Die Fangzähne können bis zu 4,7 mm lang sein. Hinter den Fangzähnen zeigen sich im Oberkäfer auf jeder Seite 5 bis 11 Zähne. Die Nasenlöcher sind in Anpassung an die marine Lebensweise oberständig, um das Atmen an der Wasseroberfläche zu erleichtern. Die Nasenschilde berühren sich. Die Kopfschilde sind variabel und können als vollständige große Schuppen vorliegen, teilweise sind sie jedoch in kleinere Schuppen geteilt. Der Körper wird von 21 bis 25 Reihen Dorsalschuppen umgeben. Die Ventralschilde sind groß und gekielt.

## Verbreitung

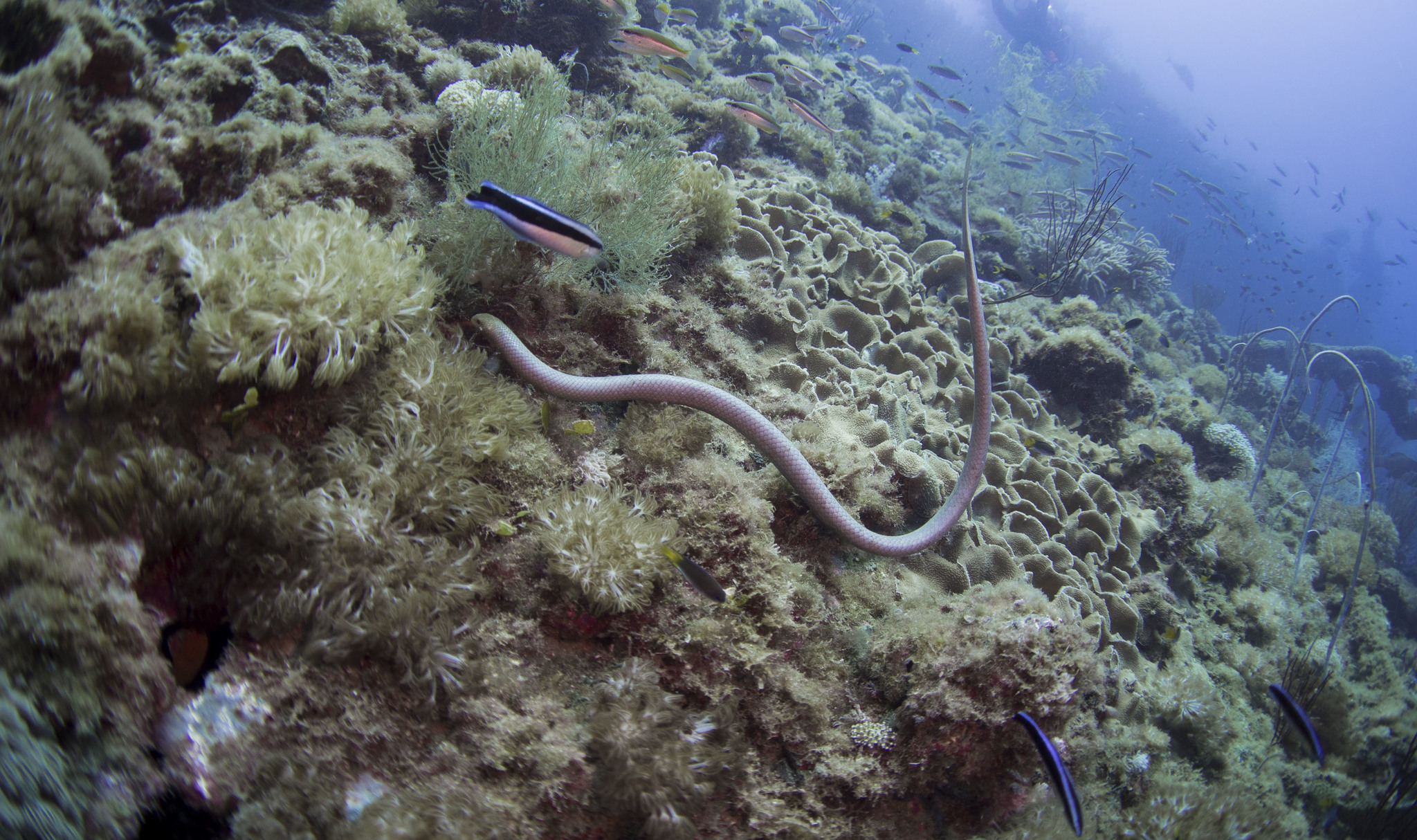
Aipysurus laevis in einem Riff vor Queensland, Australien

Die Olivgrüne Seeschlange führt eine marine Lebensweise und ist vor allem in den tropischen Gewässern Australiens verbreitet, von Shark Bay in Western Australia über den Golf von Carpentaria bis zum Great Barrier Reef vor der Ostküste des Kontinents. Ostwärts reicht das Verbreitungsgebiet bis in das Korallenmeer (Neukaledonien, Chesterfieldinseln). Teilweise werden Gewässer vor Indonesien und Papua-Neuguinea ebenfalls als Fundorte angegeben. Ein Vorkommen südwärts bis New South Wales ist nicht gesichert. Als Terra typica des Neotypus wird Locker Island vor Onslow, Western Australia, angegeben. Die Art besiedelt vorwiegend Korallenriffe, wird jedoch auch in den oberen Gezeitenbereichen von Flüssen angetroffen. Die Tiere können in Riffhängen und an Riffkanten ebenso beobachtet werden wie über angrenzendem sandigen Untergrund. Über Flächen zwischen den Riffen ist die Olivgrüne Seeschlange seltener zu finden. Typische Habitate liegen in 10 bis 40 Metern Tiefe, aus australischen Gewässern wurden jedoch auch Tauchtiefen von 130 bis 140 Metern berichtet. Es gibt lokale Bestandseinbrüche (z. B. im Ashmore-Riff) und möglicherweise sind kleinere Teilpopulationen in bestimmten Riffen im südlichen Great Barrier Reef ausgestorben. Insgesamt gilt die Olivgrüne Seeschlange jedoch als nicht gefährdet und als häufigste Seeschlangenart Australiens.

## Lebensweise
Die Olivgrüne Seeschlange gilt als sehr standorttreu, Taucher können regelmäßig dieselben Individuen in denselben Felsblöcken oder Korallenstöcken beobachten. Die Aktivität von Individuen beschränkt sich auf Flächen von 0,15 ha (Männchen) bis 0,18 ha (Weibchen). Angelockt durch Reflexionen der Tauchermaske können die neugierigen Tiere sich gezielt dem Gesicht eines Tauchers nähern oder einen Taucher verfolgen. Augenscheinliche Attacken auf Taucher sind in diesem Zusammenhang ebenfalls berichtet worden, generell ist die Art jedoch friedfertig. Das Beutespektrum der Art umfasst Fische, Fischlaich, Garnelen und Mollusken. Beutetiere werden zwischen Riff- und Felsspalten und im sandigen Bodengrund gejagt. Weibchen erreichen die Geschlechtsreife vermutlich mit 4 bis Jahren. Die Lebenserwartung wird auf bis zu 15 Jahre geschätzt. Die Fortpflanzung erfolgt durch Ovoviviparie, also ei-lebendgebärend. Ein Wurf kann zwischen ein und fünf Jungschlangen umfassen. Die Olivgrüne Seeschlange kann mit der verwandten Timor-Riffschlange (Aipysurus fuscus) hybridisieren.

## Taxonomie
Die wissenschaftliche Erstbeschreibung erfolgte im Jahr 1804 durch Bernard Germain Lacépède unter der heute noch gültigen Bezeichnung Aipysurus laevis. Aipysurus laevis Lacépède 1804 ist die Typusart der Gattung Aipysurus. Das Epitheton „laevis“ bedeutet sinngemäß „glatt“. Der ursprüngliche Holotypus wurde von François Péron und Charles-Alexandre Lesueur gesammelt, im Muséum national d’histoire naturelle verwahrt und ist inzwischen verloren. Lawrence A. Smith legte mit WAM R22384 einen Neotypus fest. Es werden keine Unterarten aufgeführt. Aipysurus pooleorum wurde Aipysurus laevis in der Vergangenheit mehrfach als Unterart unter der Bezeichnung Aipysurus laevis pooleorum zugeordnet. Wilson & Swan (2010) sowie Wallach et al. (2014) erkannten Aipysurus pooleorum zuletzt jedoch als eigenständige Art an. Folgende Synonyme von Aipysurus laevis sind bekannt:
- Aipysurus laevis Lacépède 1804
- Hypotropis jukesii Gray 1846; Holotypus: BMNH 1946.1.9.53, aus der Umgebung von Darnley Island, Torres-Straße.
- Aipysurus laevis — Duméril, Bibron & Duméril 1854
- Aipysurus fuliginosus Duméril, Bibron & Duméril 1854
- Aipysurus laevis — Fischer 1856
- Aipysurus fuliginosus — Fischer 1856; Holotypus: MNHP 639, aus Neukaledonien
- Aipysurus laevis — Wall 1909
- Aipysurus laevis laevis — Smith 1974; Neotypus: WAM R22384
- Aipysurus laevis — Cogger 1983
- Aipysurus laevis — Cogger 2000
- Smithsohydrophis laevis
- Aipysurus laevis — Wallach et al. 2014

Untersuchungen an Mikrosatellitenmarker von Aipysurus laevis und Aipysurus fuscus von vier Riffen in der Timorsee deuten auf einen starken Genfluss und historische Introgression von der großen Aipysurus laevis-Population zur wesentlich kleineren Aipysurus fuscus-Population. 95 Prozent der Proben aus dem Hibernia-Riff stammen von Exemplaren, die morphologisch Aipysurus laevis zugeordnet wurden, sich jedoch als Hybride herausstellten. Es ist davon auszugehen, dass in diesem Riff die Fortpflanzungsbarrieren zwischen den beiden Arten zusammengebrochen sind.

## Schlangengift
Die Art besitzt einen Giftapparat und setzt ihr Giftsekret zum Beuteerwerb ein. Bissunfälle mit dem Menschen können zu schwerwiegenden Vergiftungen führen. Tödliche Vergiftungen durch die Art sind nicht bekannt. Bei einem Giftbiss werden Giftmengen zwischen 5,46 und 10,454 mg (Trockengewicht) abgegeben. Das Toxingemisch der Olivgrünen Seeschlange enthält insbesondere postsynaptisch wirksame Neurotoxine, also Substanzen, welche die postsynaptischen Nikotinrezeptoren blockieren und somit die Erregungsübertragung auf die motorische Endplatte hemmen. Dies führt zu einer Paralyse. Myotoxische Bestandteile sind wahrscheinlich ebenfalls im Gift der Art enthalten. Nach Giftbiss treten lokal nur leichte oder gar keine Beschwerden auf. Innerhalb der ersten sechs Stunden nach Giftbiss bilden sich Lähmungsanzeichen wie flache Atmung oder Ptosis sowie Hinweise auf eine Myolyse aus. Sekundär kann es zu nierenschädigenden oder kardiotoxischen Effekten kommen. Nach Giftbiss sollte ein Druckverband angelegt werden, um die Ausbreitung der Giftstoffe von der Bissstelle aus zu verlangsamen (Pressure/Immobilization Technique). Neben der symptomatischen Therapie ist die Gabe von Antivenin (Sea Snake Antivenom, CSL Limited) die wichtigste therapeutische Maßnahme, unter Umständen sind mehrere Dosen des Antiserums erforderlich.